# Das Brandenburger Tor
Das Brandenburger Tor (título original en alemán; en español, La puerta de Brandemburgo es la tercera ópera que compuso Giacomo Meyerbeer. Se compuso en 1814 para celebrar a los ejércitos prusianos victoriosos sobre Napoleón. El libreto es de Johann Emanuel Veith. La ópera nunca se representó en vida del compositor, estrenándose en el Schauspielhaus de Berlín el 5 de septiembre de 1991, con ocasión del bicentenario del nacimiento del compositor.

## Tema
La ópera celebra la restauración, el 6 de julio de 1814, de la célebre cuadriga que queda sobre la Puerta de Brandemburgo en Berlín. Esta escultura en cobre de Johann Gottfried Schadow, representando a la diosa de la Victoria sobre un carro tirado por cuatro caballos, había sido llevada por Napoleón en 1806 a París. Tras la caída del Primer Imperio, la cuadriga regresó a Berlín, donde fue restaurada y se le añadió un nuevo símbolo del poder prusiano (el águila y la cruz de hierro) por el célebre arquitecto y pintor Karl Friedrich Schinkel.

## Personajes
| Personaje            | Tesitura | Reparto del estreno, 1991 (Director de orquesta: Werner Kotsch) |
| -------------------- | -------- | --------------------------------------------------------------- |
| Luise                | soprano  | Stephanie Möller                                                |
| Wilhelm              | tenor    | Julian Metzger                                                  |
| Christoph            | tenor    | Friedemann Körner                                               |
| Un oficial/un tambor | tenor    | Dietrich Wagner                                                 |
| Schroll              | bajo     | Edmund Mangelsdorf                                              |
| Staudt               | bajo     | Joachim Heyer                                                   |